# Саут-Оканаган — Лоуэр-Симилкамин
Национальная парковая резервация Саут-Оканаган—Лоуэр-Симилкамин (англ. South Okanagan–Lower Similkameen National Park Reserve, фр. De la réserve de parc national de l'Okanagan-Sud – Basse-Similkameen) — планируемый национальный парк Канады, расположенный на юге канадской провинции Британская Колумбия.

## Физико-географическая характеристика

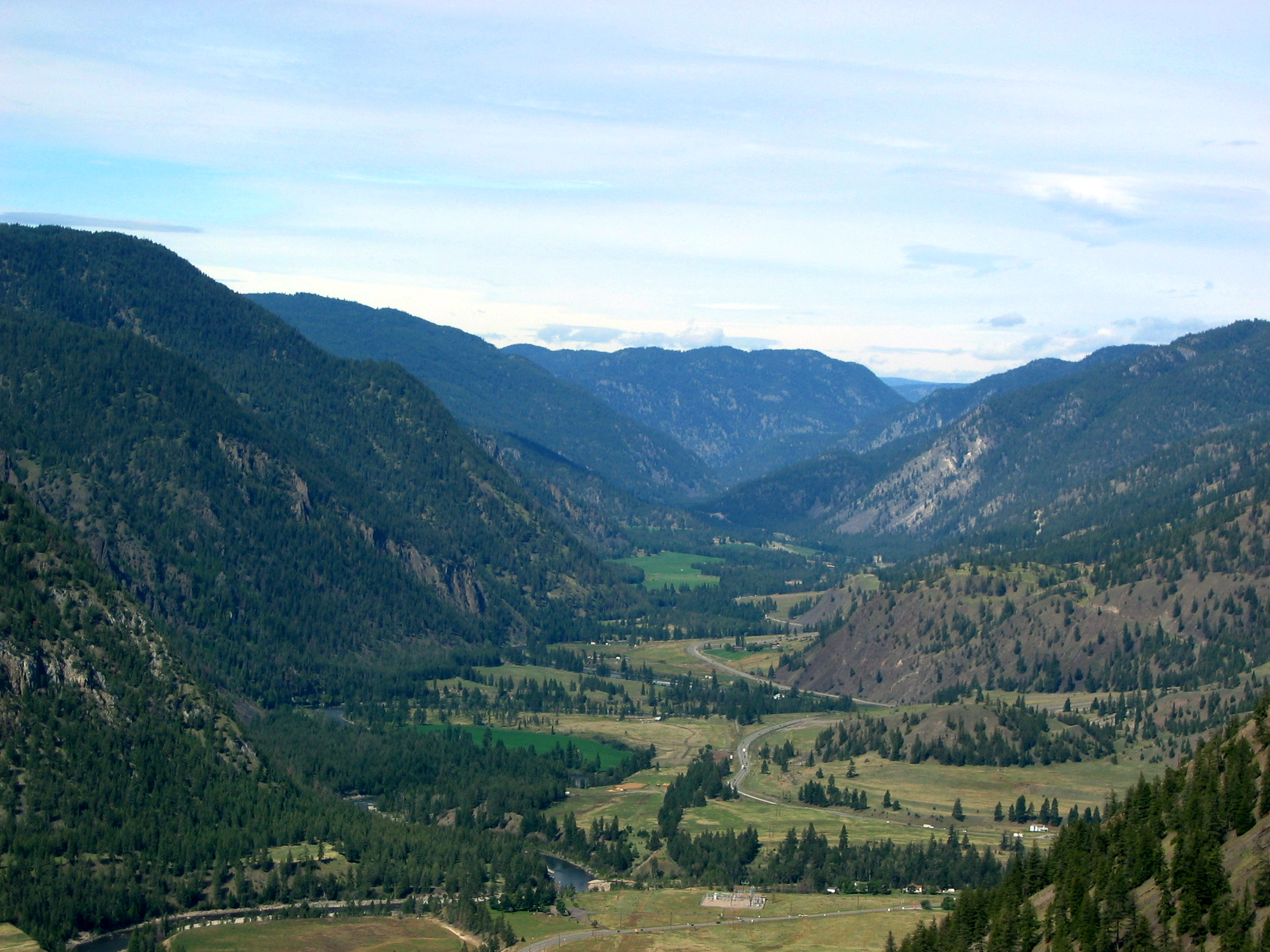
Река Симилкамин

Планируемый национальный парк расположен в природном регионе внутреннего засушливого плато (англ. Interior Dry Plateau Natural Region) расположенном между Береговым хребтом и горами Колумбия и Канадскими Скалистыми горами. Плато представляет собой пологий склон, с пересекающим его длинными узкими озёрами и глубокими долинами. Экосистема близка к пустыне, с увеличением высоты над уровнем моря происходит переход в субальпийские леса и альпийскую тундру. Подобное сочетание является уникальным для Канады.
В список охраняемых государством растений и животных входит 23 вида, представленных в данном регионе. Среди них иктерия (Icteria virens), Megascops kennicottii, краснолицый меланерпес (Melanerpes lewis), (Numenius americanus), американский барсук (Taxidea taxus), кролик Нутталла (Sylvilagus nuttallii), тигровая амбистома (Ambystoma tigrinum), (Rhinichthys umatilla), (Cottus bairdii), (Apodemia mormo), резиновая змея (Charina bottae), ночной уж Гюнтера (Hypsiglena torquata), (Pituophis catenifer), (Crotalus oreganus), (Coluber constrictor). Некоторые из видов не встречаются на остальной территории Канады. В долинах растут кактусы и (Artemisia tridentata), в равнинной части представлены сухие леса с такими преобладающими видами как сосна жёлтая (Pinus ponderosa) и псевдотсуга (Pseudotsuga). Биоразнообразию животного мира способствуют два коридора миграции: с севера на юг и с востока на запад.

## Охрана территории
Согласно плану агентства Парки Канады, подписанному в 2002 году, планировалось создание 10 новых национальных парков. К 2010 году 5 парков было создано. В 2003 году правительствами Канады и Британской Колумбии был подписан меморандум об исследовании возможности создания национальной парковой резервации.
Существует потенциал создания международного парка, так как предполагаемая территория расположена на границе с охраняемым лесом Лумис (англ. Loomis State Forest) в штате Вашингтон. С другой стороны, существует опасность затопления территории из-за строительства дамбы Shanker’s Bend Dam на территории США. Регион активно развивается и видоизменяется, поэтому создание природоохранной зоны является очень актуальным. Вместе с тем, по акту о национальных парках Канады, парковые территории переходят в собственность государства только на добровольных началах собственников земли.